# Witoto-Sprachen
Die Witoto-Sprachen (auch: Bora-Witoto-Sprachen; benannt nach der Einzelsprache Witoto/Huitoto; engl. Witotoan) sind eine indigene südamerikanische Sprachfamilie, die aus sechs Einzelsprachen mit relativ wenigen Sprechern besteht.

## Gliederung
In eckigen Klammern ist jeweils der ISO 639-3-Code angegeben:
- Bora-Gruppe:
  - Bora [boa] (gesprochen von den Bora, ca. 2.800 Sprecher in Perú, Brasilien u. Kolumbien)
  - Muinane [bmr] (ca. 150 Sprecher in Kolumbien)
- Witoto-Gruppe:
  - Eigentliches Witoto (gesprochen von den Witoto):
    - Minica-Murui:
      - Huitoto, Minica [hto] (ca. 1.700 Sprecher in Kolumbien u. Perú)
      - Huitoto, Murui [huu] (ca. 2.900 Sprecher in Perú u. Kolumbien)

    - Nipode:
      - Huitoto, Nüpode [hux] (ca. 100 Sprecher in Perú)

  - Ocaina:
    - Ocaina [oca] (ca. 70 Sprecher in Perú u. Kolumbien)